# Caenurgia adversa
Caenurgia adversa är en fjärilsart som beskrevs av Augustus Radcliffe Grote 1875.
Caenurgia adversa ingår i släktet Caenurgia och familjen nattflyn. Inga underarter finns listade i Catalogue of Life.